# Bonghwa-eup
Bonghwa-eup (koreanska: 봉화읍) är en köping i den östra delen av Sydkorea, 170 km öster om huvudstaden Seoul. Den är centralort i kommunen Bonghwa-gun i provinsen Norra Gyeongsang. 